# Podocarpus
Podocarpus Labill., 1806 è un genere di conifere, il più numeroso ed ampiamente distribuito della famiglia delle Podocarpacee. Le specie di Podocarpus sono arbusti o alberi sempreverdi alti da 1 a 25 m (raramente fino a 40 m). Le foglie sono lunghe da 0,5 a 15 cm, lanceolate ed oblunghe, a falce in alcune specie, con una chiara nervatura centrale, e sono disposte a spirale, sebbene in alcune specie sembrino pettinate in due file.
I coni contengono da due a cinque scaglie legnose fuse, delle quali soltanto una o raramente due sono fertili e portano un seme apicale. A maturità, le scaglie diventano simili a grosse bacche carnose, vivacemente colorate di rosso porpora. Vengono mangiate dagli uccelli che in seguito disperdono i semi con la loro espulsione. I coni maschili (che producono il polline) sono lunghi da 5 a 20 mm, spesso riuniti in grappoli. Molte specie, ma non tutte, sono dioiche.

## Distribuzione e habitat
Il Podocarpus e le Podocarpaceae erano endemiche nell'antico supercontinente di Gondwana che, in un'epoca compresa tra 105 e 45 milioni di anni fa, si separò dando origine ad Africa, America del sud, India, Australia, Nuova Guinea, Nuova Zelanda e Nuova Caledonia.

Il Podocarpus è un albero caratteristico della flora antartica, che si originò nel clima freddo umido della regione meridionale del Gondwana, e gli elementi di questa flora sopravvivono ora nelle regioni temperate umide che formavano il super-continente. Quando i continenti andarono alla deriva verso nord e il clima divenne più caldo e secco, Podocarpus e gli altri membri della flora antartica si ritirarono nelle regioni umide, specialmente in Australia, dove i generi di sclerofille, come Acacia ed Eucalyptus divennero predominanti, e l'antica flora antartica si ritirò all'interno di nicchie che attualmente coprono appena il 2% del continente. Quando l'Australia si spostò a nord verso l'Asia, la collisione fece sorgere l'arcipelago Indonesiano e le montagne della Nuova Guinea, il che permise alle specie di Podocarpus di scavalcare gli stretti bracci di mare e di raggiungere l'umida Asia, con P. macrophyllus che si spinse a nord sino alla Cina meridionale e al Giappone. La flora della Malaysia, che include la penisola malese, l'Indonesia, le Filippine e la Nuova Guinea, deriva generalmente dall'Asia ma include molti elementi dell'antica flora del Gondwana, compresi alcuni generi di Podocarpacee (Dacrycarpus, Dacrydium, Falcatifolium, Nageia, Phyllocladus,  l'endemismo malese Sundacarpus), ed il genere Agathis appartenente alla famiglia delle Araucariaceae.

## Tassonomia
Esistono due sottogeneri, Podocarpus e Foliolatus, distinti in base alla morfologia dei coni e dei semi.
Sottogenere Podocarpus: i coni non sono sostenuti da brattee lanceolate; il seme presenta solitamente una cresta apicale. Distribuiti nelle foreste temperate della Tasmania, Nuova Zelanda, sud del Cile, con alcune specie che si estendono nelle regioni montuose tropicali dell'Africa e America.
Sottogenere Foliolatus: i cono sono sostenuti da due brattee lanceolate; i semi non presentano generalmente una cresta apicale. La distribuzione è tipicamente tropicale, concentrata nell'est e sud-est dell'Asia e Malaysia, sovrapposta al sottogenere Podocarpus nel nord-est dell'Australia e Nuova Caledonia.
Nella famiglia Podocarpaceae le specie sono state risistemate numerose volte basandosi sulle evidenze genetiche e fisiologiche, con molte specie che in precedenza erano assegnate al genere Podocarpus che adesso sono state attribuite ad altri generi. Successivi schemi di classificazione hanno spostato varie specie tra Nageia e Podocarpus, e nel 1969 de Laubenfels divise l'immenso genere Podocarpus in Dacrycarpus, Decussocarpus (nome invalidato che fu successivamente da lui stesso modificato in Nageia), Prumnopitys  e Podocarpus.

### Specie

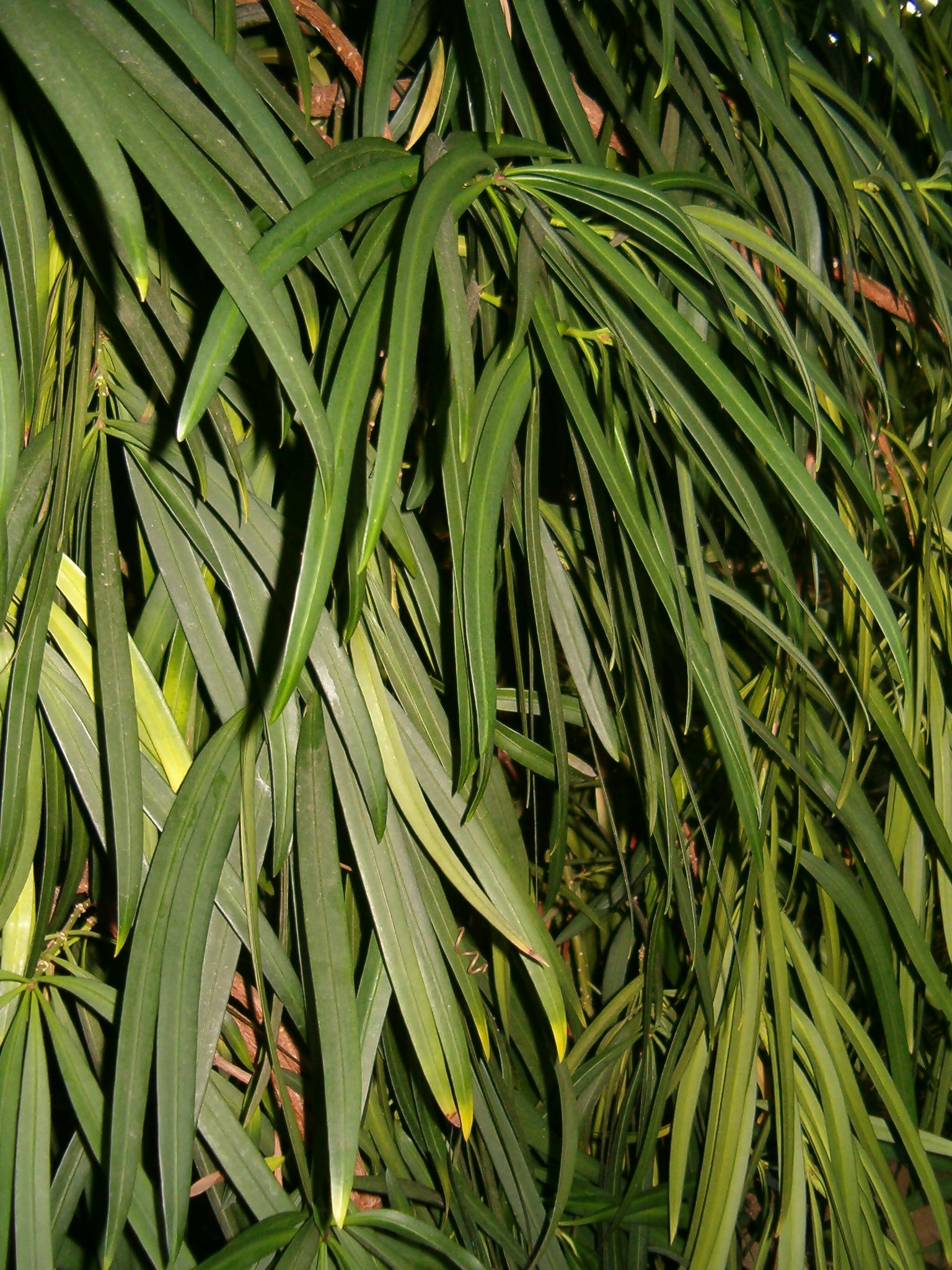
Foglie di Podocarpus macrophyllus

Il genere comprende le seguenti specie:
- Sottogenere Podocarpus
  - sezione Podocarpus (Africa orientale e meridionale)
    - Podocarpus elongatus
    - Podocarpus latifolius

  - sezione Scytopodium (Madagascar, Africa orientale)
    - Podocarpus capuronii
    - Podocarpus henkelii
    - Podocarpus humbertii
    - Podocarpus madagascariensis
    - Podocarpus rostratus

  - sezione Australis (Australia sud-orientale, Nuova Zelanda, Nuova Caledonia, Cile meridionale)
    - Podocarpus alpinus
    - Podocarpus cunninghamii
    - Podocarpus gnidioides
    - Podocarpus lawrencei
    - Podocarpus nivalis
    - Podocarpus nubigenus
    - Podocarpus totara

  - sezione Crassiformis (Queensland nord-orientale)
    - Podocarpus smithii

  - sezione Capitulatis (Cile, Brasile, catena delle Ande dall'Argentina all'Ecuador)
    - Podocarpus glomeratus
    - Podocarpus lambertii
    - Podocarpus parlatorei
    - Podocarpus salignus
    - Podocarpus sellowii
    - Podocarpus sprucei
    - Podocarpus transiens

  - sezione Pratensis (Messico, Guyana, Perù)
    - Podocarpus oleifolius
    - Podocarpus pendulifolius
    - Podocarpus tepuiensis

  - sezione Lanceolatis (Messico, Piccole Antille, Venezuela, Bolivia)
    - Podocarpus coriaceus
    - Podocarpus matudai
    - Podocarpus rusbyi
    - Podocarpus salicifolius
    - Podocarpus steyermarkii

  - sezione Pumilis (Caraibi meridionali, Guyana)
    - Podocarpus angustifolius
    - Podocarpus aristulatus
    - Podocarpus buchholzii
    - Podocarpus roraimae
    - Podocarpus urbanii

  - sezione Nemoralis (America del sud)
    - Podocarpus brasiliensis
    - Podocarpus celatus
    - Podocarpus guatemalensis
    - Podocarpus magnifolius
    - Podocarpus purdieanus
    - Podocarpus trinitensis
- Sottogenere Foliolatus
  - sezione Foliolatus (Nepal, Sumatra, Filippine, Nuova Guinea, Tonga)
    - Podocarpus archboldii
    - Podocarpus beecherae
    - Podocarpus borneensis
    - Podocarpus deflexus
    - Podocarpus insularis
    - Podocarpus levis
    - Podocarpus neriifolius
    - Podocarpus novae-caledoniae
    - Podocarpus pallidus
    - Podocarpus rubens
    - Podocarpus spathoides

  - sezione Acuminatus (Queensland settentrionale, Nuova Guinea, Nuova Britannia, Borneo)
    - Podocarpus dispermus
    - Podocarpus ledermannii
    - Podocarpus micropedunculatis

  - sezione Globulus (Taiwan, Vietnam, Sumatra, Borneo e Nuova Caledonia)
    - Podocarpus annamiensis
    - Podocarpus globulus
    - Podocarpus lucienii
    - Podocarpus nakai
    - Podocarpus sylvestris
    - Podocarpus teysmannii

  - sezione Longifoliolatus (Sumatra, Borneo, Figi)
    - Podocarpus atjehensis
    - Podocarpus bracteatus
    - Podocarpus confertus
    - Podocarpus decumbens
    - Podocarpus degeneri
    - Podocarpus gibbsii
    - Podocarpus longifoliolatus
    - Podocarpus polyspermus
    - Podocarpus pseudobracteatus
    - Podocarpus salomoniensis

  - sezione Gracilis (Cina meridionale, Malaysia, Figi)
    - Podocarpus affinis
    - Podocarpus glaucus
    - Podocarpus lophatus
    - Podocarpus pilgeri
    - Podocarpus rotundus

  - sezione Macrostachyus (Asia sud-orientale, Nuova Guinea)
    - Podocarpus brassii
    - Podocarpus brevifolius
    - Podocarpus costalis
    - Podocarpus crassigemmis
    - Podocarpus tixieri

  - sezione Rumphius (Hainan, Malaysia, Queensland)
    - Podocarpus grayii
    - Podocarpus laubenfelsii
    - Podocarpus rumphii

  - sezione Polystachyus (Cina meridionale, Giappone, Nuova Guinea e Australia nord-orientale)
    - Podocarpus chinensis
    - Podocarpus chingianus
    - Podocarpus elatus
    - Podocarpus fasciculus
    - Podocarpus macrocarpus
    - Podocarpus macrophyllus
    - Podocarpus polystachyus
    - Podocarpus ridleyi
    - Podocarpus subtropicalis

  - sezione Spinulosus (costa meridionale dell'Australia)
    - Podocarpus drouynianus
    - Podocarpus spinulosus

## Usi
Molte specie di Podocarpus sono coltivate a scopo ornamentale come alberi da giardino o per formare siepi, spalliere e barriere frangivento.
Le comuni specie da giardino vengono utilizzate per il loro attraente fogliame di colore verde-scuro e l'elegante portamento. Comprendono P. macrophyllus, conosciuta anche con il nome giapponese di Kusamaki, P. salignus del Cile e P. nivalis, piccolo arbusto con attraenti bacche rosse. Alcuni membri dei generi Nageia, Prumnopitys e Afrocarpus sono spesso erroneamente commercializzate come Podocarpus.